# SN 2006at
SN 2006at je oznaka za supernovo, ki sta jo 10. marca 2006 odkrila Bojan Dintinjana in Herman Mikuž z Observatorija Črni Vrh. To je prvo potrjeno odkritje supernove na območju Slovenije, oziroma s strani slovenskih astronomov.
Supernova se nahaja v ozvezdju Velikega medveda in njen navidezni sij dosega 17,1 magnitude.
Supernova je bila odkrita na podlagi štirih zaporednih nefiltriranih slik CCD, narejenih ob 055 UT s pomočjo 600 mm robotskega Cichockijevega daljnogleda z optičnim sistemom širokega polja Deltagraph.